# Chamaepsila atra
Chamaepsila atra är en tvåvingeart som först beskrevs av Johann Wilhelm Meigen 1826.  Chamaepsila atra ingår i släktet Chamaepsila, och familjen rotflugor. Arten är reproducerande i Sverige.